# ونژ
ونژ (به فرانسوی: Vonges) یک کمون در فرانسه با جمعیت ۳۳۴ نفر است که در Canton of Pontailler-sur-Saône واقع شده‌است.